# Stazione di Cologne
La stazione di Cologne è una fermata ferroviaria posta sulla linea Lecco-Brescia. Serve il centro abitato di Cologne.

## Storia
La fermata di Cologne fu attivata il 1º novembre 1914.
L'apertura della fermata era stata richiesta delle amministrazioni comunali di Cologne, Erbusco, Capriolo e Adro in quanto la Lecco-Brescia permetteva rapidi collegamenti con il resto della Lombardia. Il comune di Capriolo, nonostante il paese fosse servito da una fermata sulla Palazzolo-Paratico, aveva più volte richiesto l'istituzione di una fermata a Cologne sulla Lecco-Brescia, al fine di avere un collegamento migliore con il capoluogo di provincia.

## Strutture e impianti
La stazione è dotata di un fabbricato viaggiatori a due piani, con sala d'attesa, ufficio movimento e, al secondo piano, un'abitazione. Inoltre sono presenti due edifici più piccoli, uno con i bagni e uno adibito a locale tecnico. Il piazzale è composto da un solo binario.

## Movimento
La fermata è servita dai treni regionali Trenord della relazione Bergamo-Brescia.